# مسجد فتحية (نافباكتوس)
مسجد فتحية (باليونانية: Φετιχιέ τζαμί)‏، (بالتركية: Fethiye Camii)‏، وتعني مسجد الفتح: كان مسجدًا عثمانيًا في نافباكتوس، اليونان.
تم بناؤه بأوامر من السلطان بايزيد الثاني، مباشرة بعد الاستيلاء على المدينة من البنادقة في 1499، عُرف أيضًا باسم مسجد بايزيد ولي نسبةً لمؤسسه. تم ترميم المسجد على نطاق واسع ويعمل الآن كقاعة عرض.

## أنظر أيضا
- الإسلام في اليونان
- قائمة المساجد السابقة في اليونان
- قائمة مساجد اليونان